# Ruhengeri
Ruhengeri of Musanze is een stad in het noorden van Rwanda. Het is tevens de hoofdstad van het gelijknamige district Musanze. De stad heeft ongeveer 59.000 inwoners.
In 2006 werd de stad hernoemd tot omdat de Rwandese overheid graag met een schone lei wilde herstarten. Dit paste in een grootschaligere hernoeming van Rwandese steden in de nasleep van de Rwandese Genocide.
De stad wordt net als Kisoro in Oeganda voornamelijk gebruikt door toeristen als startpunt voor een berggorilla-trekking. In dit district werd Dian Fossey in 1985 met ingeslagen schedel aangetroffen in haar hut. Er zijn aanwijzingen dat haar moord was gepland door Protais Zigiranyirazo, de gouverneur van Ruhengeri, die later bekend werd door het opzetten van de doodseskaders die verantwoordelijk waren voor de dood van meer dan 800.000 Rwandezen in 1994.
Sinds 1960 is de stad de zetel van een rooms-katholiek bisdom.

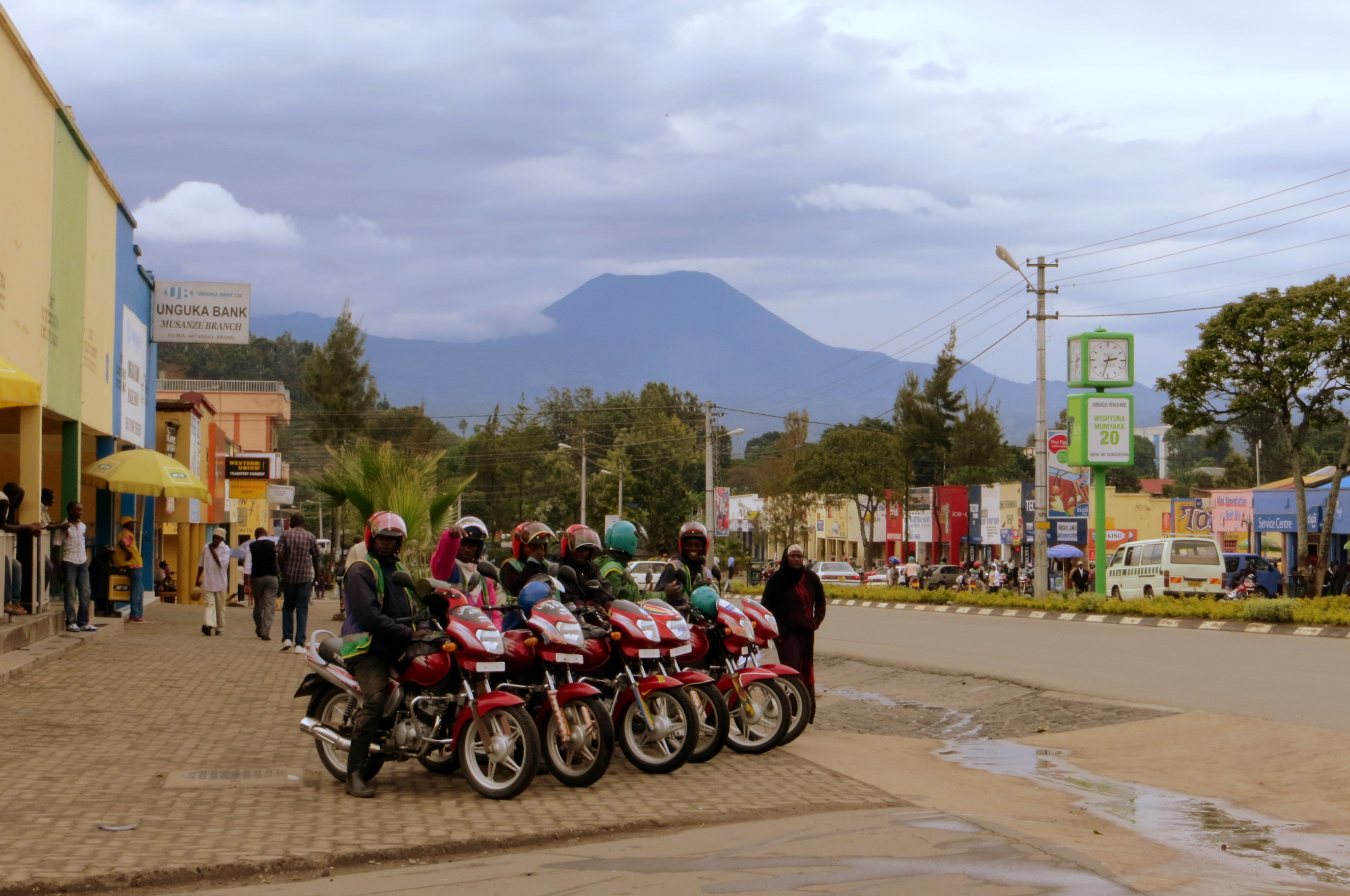
Een straat in het centrum met wachtende abamotari